# Malovice
Malovice (en allemand : Großmalowitz) est une commune du district de Prachatice, dans la région de Bohême-du-Sud, en République tchèque. Sa population s'élevait à 663 habitants en 2023.

## Géographie
Malovice se trouve à 8 km au sud-est de Vodňany, à 19 km à l'est-nord-est de Prachatice, à 23 km au nord-ouest de České Budějovice et à 111 km au sud de Prague.
La commune est limitée par Truskovice, Libějovice et Dříteň au nord, par Dívčice et Sedlec à l'est, par Olšovice et Netolice au sud, et par Strunkovice nad Blanicí à l'ouest.

## Administration
La commune se compose de six sections :
- Holečkov
- Hradiště
- Krtely
- Malovice
- Malovičky
- Podeřiště

## Histoire
La première mention écrite du village date de 1315.

## Patrimoine

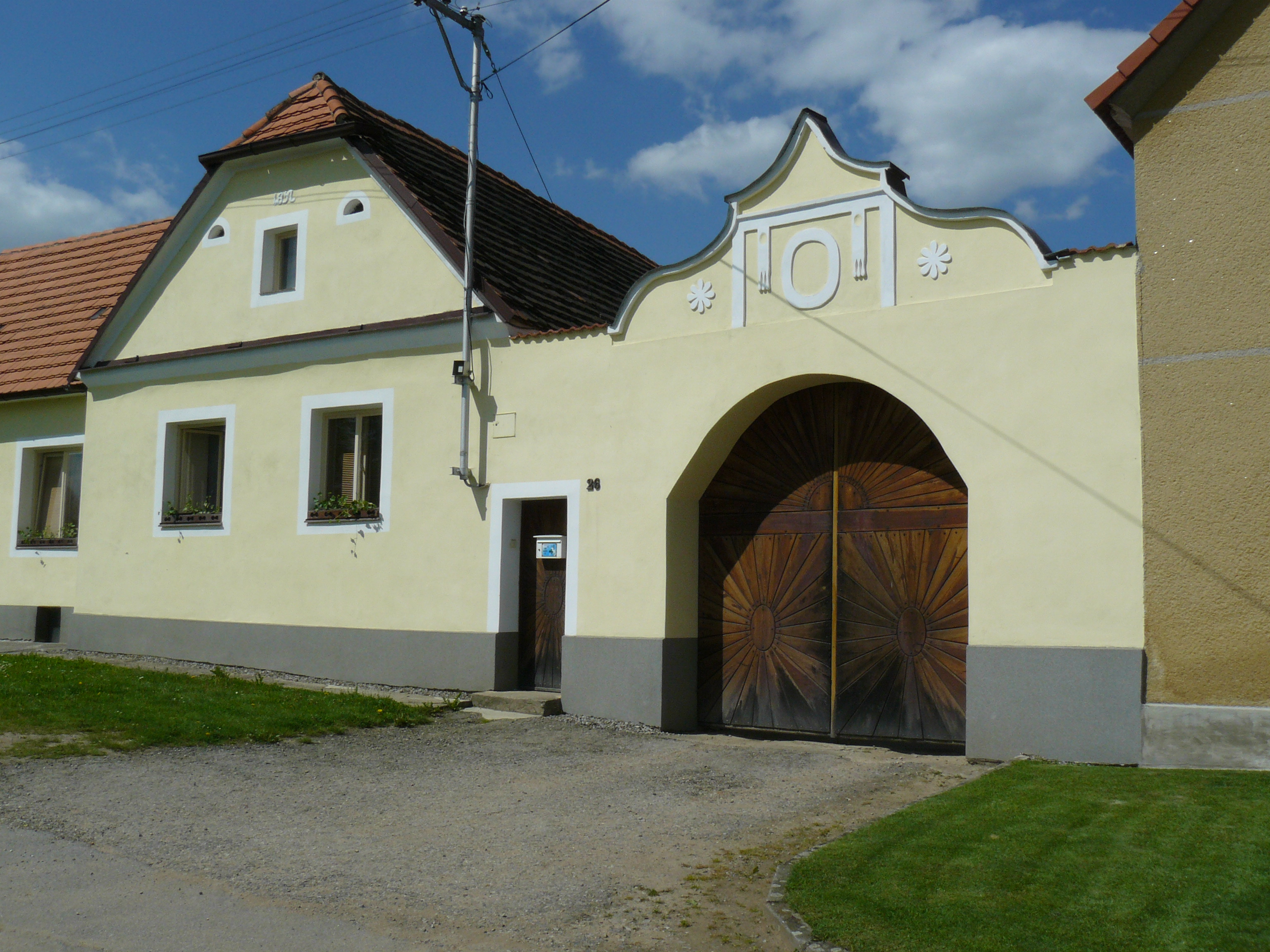
Architecture locale inspirée du baroque (quartier Krtely).

## Transports
Par la route, Malovice se trouve à 5,5 km de Netolice, à 24 km de Prachatice, à 26 km de Ceské Budejovice et à 144 km de Prague.